# برونو تیم
برونو تیم (آلمانی: Bruno Timm؛ ‏ ۱۰ ژوئن ۱۹۰۲ – ۱۵ دسامبر ۱۹۷۲) فیلم‌بردار اهل آلمان بود.
وی فیلمبردار فیلم‌هایی همچون دختر هلندی، سرزمین بی زن و سرنوشت بوده‌است.